# Beatriz Santiago Munoz
Beatriz Santiago Muñoz (1972, San Juan, Porto Rico) é uma artista visual porto-riquenha. Seu trabalho combina aspectos do mundo pós-colonial, da etnografia e do teatro para criar projetos filmes, vídeos, instalações, e experiências sonoras. Outros temas recorrentes em sua obra giram em torno de comunidades anarquistas, a relação entre arte e trabalho e territórios pós-militares. Seu trabalho foi exibido na Tate Modern, na Bienal do Whitney Museum, Nova York (2017), na Galería Kurimanzutto e no Museu Guggenheim. Ela é co-fundadora da Beta-Local, uma organização de arte e programa de educação experimental em San Juan, Porto Rico.

## Educação e Carreira
Santiago Muñoz se formou pela Universidade de Chicago, Illinois, em 1993 e adquiriu o título de mestre em Cinema e Vídeo pela Escola do Instituto de Arte de Chicago em 1997. Ela tem sido destaque em inúmeras exposições individuais e coletivas durante os últimos 15 anos. Sendo um exemplo, sua participação na 34a Bienal de São Paulo, em 2021.
A primeira individual de Santiago Muñoz, The Black Cave, foi apresentada em Londres em 2013. A exposição contou com dois projetos de vídeo, La Cueva Negra e Farmacopea, que exploram como a paisagem porto-riquenha foi influenciada pelo desenvolvimento de novos projetos de infraestrutura e turismo. La Cueva Negra concentra-se na história de um cemitério indígena em Vega Baja, Porto Rico. O local foi acidentalmente descoberto durante a construção de uma rodovia há cerca vinte anos. No vídeo, a artista aborda entrevistas com trabalhadores, arqueólogos e membros da comunidade do entorno.
Enquanto Farmacopea lança luz sobre como a indústria do turismo transformou e deshistoricizou a paisagem de Porto Rico. O filme centra-se certas espécies nativas de plantas tóxicas e os esforços do governo para erradicá-las. Ao focar no desejo do governo de tornar a paisagem inofensiva, o filme chama a atenção para como o turismo incentiva a representação de Porto Rico como um paraíso caribenho idílico e despolitizado.
O vídeo Ojos Para Mis Amigos, de 2014, explora a uma estação abandonada em Ceiba, Porto Rico. O filme investiga o deslocamento de famílias durante a construção da base militar localizada na regiāo. Para a produção do filme, Santiago Muñoz colaborou com membros da comunidade local como Pedro Ortiz, morador de Ceiba cuja família foi deslocada. O vídeo segue vários moradores de Ceiba, incluindo Ortiz, e examina os impactos da construção militar e consequente limitação no acesso a terra por locais.

## Filmografia
- La Cueva Negra (2013), vídeo digital
- Farmacopea (2013), filme 16mm
- Ojos Para Mis Amigos (2014)[6]
- Nocturne (2014)[7]
- Post-Military Cinema (2014)[7]
- Marché Salomon (2015)[7]
- Otro usos (2015)[7]
- That which identifies them like the eye of the Cyclops (2016)[8]
- El cuervo, la yegua y la fosa (2021), apresentado na 34a Bienal de São Paulo[3]
- Oriana (2022), video instalacao baseada no textos da autora feminista Monique Wittig. No filme, há dialogos em português, espanhol e inglês.[9][10]

## Exposições

### Exposições individuais
- The Black Cave (2013), Gasworks Gallery, Londres[11] em colaboração com a Tate Modern, Londres.
- Beatriz Santiago Muñoz: A Universe of Fragile Mirrors[12][13] (2016), Pérez Art Museum Miami, Miami, FL. Esta exposição incluiu um novo trabalho, Marché Salomon (2015), uma história alternativa sobre um mercado popular haitiano, uma flor tropical tóxica ou um sítio arqueológico recém-descoberto em Porto Rico. Os atores são pessoas comuns incentivadas pelo artista a utilizar estratégias da arte performática e da reencenação.[14] O catálogo da exposição que acompanha Beatriz Santiago Muñoz: Um Universo de Espelhos Frágeis foi publicado pela PAMM em 2016.[15]
- A Universe of Fragile Mirrors (2017), El Museo del Barrio, Nova York, NY. Foi a terceira exposição da série de cinco anos do El Museo que destaca artistas latinas. A mostra consistiu em um filme contínuo de narrativas não lineares que empurram as diferenças estabelecidas entre o documentário e a narrativa de ficção.
- Song, Strategy, Sign (2016), New Museum, NY, NY.[16] Uma série de retratos em 16 mm de antropólogos, ativistas e artistas que trabalham no Haiti e em Porto Rico, capturando as aspirações e imaginando futuros daqueles que estão profundamente investidos em modelos alternativos de ser e usando-os como alegorias para possibilidades políticas mais amplas na região. A obra cinematográfica foi exibida como um vídeo de três canais inspirado no romance de 1969 de Monique Wittig, Les Guérillères. O vídeo foi um work in progress que Muñoz desenvolveu durante uma residência no museu.[8]

### Exposições coletivas
- Bienal do Museum Whitney (2017), Nova York, NY. Esta é a 78ª pesquisa da arte contemporânea americana na série contínua de anuais e bienais do museu.[17][18]
- Condomínio Nova York (2017), Nova York, NY. Condo New York é uma exposição colaborativa de 36 galerias em 16 espaços de Nova York. O trabalho em vídeo de Santiago Muñoz foi apresentado na exposição coletiva (com os artistas Yann Gerstberger e Ramiro Chaves) na galeria CAPÍTULO NY com a Galeria Agustina Ferreyra de San Juan, PR.[19][20]

## Prêmios e Reconhecimento
- Prêmio Herb Alpert nas Artes (2019)[21]
- Prêmio Louis Comfort Tiffany Foundation (2017)[22]
- Prêmio Creative Capital para as Artes Visuais (2015)[23]